# 魚津市農業協同組合
魚津市農業協同組合（うおづしのうぎょうきょうどうくみあい）は、富山県魚津市に本店を置く農業協同組合。略称はJAうおづ。魚津市全域をおもな業務地とする。

## 概要
- 1948年4月に農業会を引き継ぐ形で発足した魚津町ほか11か村の農業協同組合のうち、下中島、上中島、松倉、上野方、下野方、片貝、加積、天神、西布施の9農協と合併して1965年4月1日に発足[2]。当時は2016年時点でのユウホー設備株式会社の本社が入居する建物を本部としていた[3]。
- 1967年3月25日に旧本部の魚津市農協会館が完成（鉄筋コンクリート一部5階建て[4]、当時は『くみあいマーケット』や衣料センター、美容院も併設されていた。翌1968年11月には2階に衣料品店を開設[5]）。4階建て（かつて入居していたインテック、チューリップテレビの支店、新川インフォメーションセンターは、いずれも2010年に商工会議所ビルに移転した。北日本放送の支社も、2015年にインテリジェントセンタービル3階に移転した）。2005年にはノースランドに売却され、JAうおづはそのテナントとして入ることになった[6]。
- 道下地区にある道下信用農協と経田地区にある経田信用農協は、発足の際に統合に加わらなかったが、1999年4月1日に道下信用農協が[7]、2001年1月1日に経田信用農協が[8]統合された。これにより魚津市内一農協の体制が完成した。
- 2005年
  - 11月14日、「1室1部1センター4支店体制」整備のため市内各所にあった農協が5店舗に再編された[9]。
  - 12月12日、魚津ショッピングスクエア サンプラザと魚津市農協会館の土地建物や経営権などをノースランドに約13億円で売却[10]。
- 2022年
  - 2月21日、賃貸料の削減や既存施設の活用を考慮して、本店を北鬼江の共済センターに移転した[11][6]。
  - 10月24日、店舗網が4店舗から2店舗に再編される[12]。

## 店舗・倉庫・施設など
出典→
- 本店（北鬼江、建物は旧道下信用農協、魚津市農協道下支部を経て、共済センターであった。2021年10月の臨時総代会で承認され、同年11月より改修工事を実施。1階に総務部、2階に金融部と監査部、3階に会議室が入り、共済センターの業務も引き続き行う[6]）
- 新北部支店（北部支店と中央支店が統合、本店内）
- 新東部支部（西部支店が東部支店に編入、吉島）
- ATMコーナー（旧西部、東部、北部、中央各支店および、サンプラザ）
- 営農経済センター（新東部支店および旧西部支店、旧北部支店）
- JAうおづ営農、経済センター（2001年6月1日に経済連魚津支部から改組）[8]
- アグリショップうおづ（2005年4月30日開店[9]）
- 中島倉庫
- 有山倉庫
- 加積倉庫
- 天神倉庫
- 経田倉庫
- 農機具センター
- 野菜集出荷所
- サンポート東給油所

備考
- 1966年10月に天神地区に全国9番目に建設されたカントリーエレベーターは、完成当時は日本一の規模であった[1]。
- 1967年10月に設置された[5]給油所は、2006年1月20日に閉鎖された[14]。
- かつては魚津ショッピングスクエア サンプラザ内に『サンプラザ電化店』が存在していたが、2006年3月15日に閉店した[14]。
- かつては、みな穂農業協同組合に2007年の合併参加をすることを目指していた[10]。